# Tournoi de beach-volley de Zagreb
Le tournoi de beach-volley de Zagreb est l'une des manches à avoir été inscrite au calendrier du FIVB Beach Volley World Tour, le circuit professionnel mondial de beach-volley sous l'égide de la Fédération internationale de volley-ball.
La compétition se tient à quatre reprises consécutives entre 2005 et 2008 dans la ville croate de Zagreb et elle ne concerne que l'épreuve messieurs.

## Éditions
| # | Année | Date messieurs   | Date dames | Catégorie    | Site                      | Diffuseur TV |
| - | ----- | ---------------- | ---------- | ------------ | ------------------------- | ------------ |
| 1 | 2005  | 8 au 12 juin     | -          | Tournoi open | Complexe sportif de Jarun | HRT          |
| 2 | 2006  | 31 mai au 4 juin | -          | Tournoi open | Complexe sportif de Jarun | HRT          |
| 3 | 2007  | 6 au 10 juin     | -          | Tournoi open | Complexe sportif de Jarun | HRT          |
| 4 | 2008  | 20 au 25 mai     | -          | Tournoi open | Complexe sportif de Jarun | HRT          |

## Palmarès
| Année | Vainqueurs                          | Finalistes                           | Troisième place                       |
| ----- | ----------------------------------- | ------------------------------------ | ------------------------------------- |
| 2005  | Marcio Araujo et Fabio Luiz         | Markus Dieckmann et Jonas Reckermann | Emanuel Rego et Ricardo Santos        |
| 2006  | Emanuel Rego et Ricardo Santos      | Philip Dalhausser et Todd Rogers     | Stein Metzger et Michael Lambert      |
| 2007  | Kristjan Kais et Rivo Vesik         | Patrick Heuscher et Sascha Heyer     | Igor Kolodinsky et Dmitri Barsouk     |
| 2008  | Reinder Nummerdor et Richard Schuil | Xu Linyin et Wu Penggen              | Matthew Fuerbringer et Casey Jennings |

## Tableau des médailles
| Nation     | Or | Argent | Bronze | Total |
| ---------- | -- | ------ | ------ | ----- |
| Brésil     | 2  | -      | 1      | 3     |
| Estonie    | 1  | -      | -      | 1     |
| Pays-Bas   | 1  | -      | -      | 1     |
| États-Unis | -  | 1      | 2      | 3     |
| Allemagne  | -  | 1      | -      | 1     |
| Suisse     | -  | 1      | -      | 1     |
| Chine      | -  | 1      | -      | 1     |
| Russie     | -  | -      | 1      | 1     |